# Cinema Oscar (Amposta)
El cinema Oscar Palace va ser una cinema de la ciutat d'Amposta.

## Descripció
La façana principal de l'edifici de la qual està inclosa a l'Inventari del Patrimoni Arquitectònic de Catalunya, projectada i dirigida l'obra per l'arquitecte tortosí José María Franquet Martínez i construïda pel contractista d'obres ampostí Bayarri Audí.
És un edifici destinat originàriament a cinema-teatre i auditori i habitatge, de planta quadrangular dividida en dues unitats que corresponen, de fet, a dos cossos d'edificació diferenciats, l'un, el de la sala de projeccions del cinema i, l'altre, el de l'entrada al cinema o vestíbul i el seu hall amb bar i, també, de l'habitatge en planta primera elevada.
El cos d'edificació de l'entrada al cinema fa cantonada rodona i té planta baixa i un pis, encara que té un altre pis més, però enretirat respecte del pla de façana, amb coberta plana. L'organització de la façana principal presenta un recorregut uniforme a la planta baixa, només trencat per les portes de la cantonada, amb un lleuger encoixinat de franges longitudinals així com senzills coronaments de les portes centrals amb el mateix tipus d'encoixinat. El pis superior no és tan uniforme. A l'alçada de la cantonada s'aprofundeix l'espai, manifestant caires rectes, mantenint a la base la gran forma corba, a més de prolongar-la exteriorment amb un gran balcó amb balustres i sostingut per dues mènsules, connectant amb la cornisa per una espècie de contraforts amb arcbotants i, darrere, ja a la coberta, quatre pilars sostenint bigues a l'aire. L'edifici de la sala de projecció fa xamfrà i té teulada a dues aigües amb vessants corbes i rectes.

## Història
Construït originàriament com a cinema-teatre i auditori, no es va fer servir d'habitatge fins a l'any 1965. El cinema es troba tancat i la sala de projecció es va reconvertir en locals comercials.